# Bombardeo del consulado iraní de Damasco
El bombardeo del consulado iraní de Damasco fue un ataque aéreo llevado a cabo por las Fuerzas de Defensa de Israel (FDI) el 1 de abril del 2024, que destruyó el edificio anexo del consulado adyacente a la embajada iraní en Damasco (Siria), matando a dieciséis personas, incluido un alto comandante de la Fuerza Quds de los Cuerpos de la Guardia Revolucionaria Islámica (CGRI), el general de brigada Mohammad Reza Zahedi y otros siete oficiales.
El ataque aéreo se produjo en un momento de intensas tensiones entre Israel e Irán, y en medio de la guerra del primero con Hamás y Hezbolá. Irán ha prometido venganza por el ataque. Muchos países y organizaciones internacionales condenaron el ataque. El 13 de abril de 2024, Irán llevó a cabo un ataque de represalia contra Israel con el lanzamiento de cientos de misiles y drones, apuntando principalmente a las bases desde las que se lanzó el ataque al consulado.

## Antecedentes
Desde la Revolución iraní de 1979, Irán ha mantenido una presencia de sus tropas en Siria. Además, ha estado involucrado en el entrenamiento y financiación de fuerzas paramilitares de Hezbolá, junto con milicias extranjeras de Irak y Afganistán, no sólo en Siria sino también en el país vecino, Líbano. Desde el estallido de la guerra civil siria en 2011, Israel ha llevado a cabo cientos de ataques aéreos contra activos de Hezbolá dentro del país.
Con el inicio de la guerra entre Israel y Gaza en octubre de 2023, Israel ha aumentado la intensidad de sus ataques contra Siria. Del 12 al 22 de octubre de 2023, Israel lanzó al menos tres ataques contra aeropuertos en Siria, en particular en Damasco y Alepo. En particular, Israel llevó a cabo el asesinato de Sayyed Razi Mousavi, un alto general iraní, en la capital siria de Damasco el 25 de diciembre de 2023 y del general de brigada Sadegh Omidzadeh, oficial de inteligencia de la Fuerza Quds de los GCRI, el 20 de enero de 2024.

## Consulado iraní de Damasco
El objetivo del ataque era un edificio consular de cinco pisos, que contenía la residencia del embajador iraní en Siria. El edificio estaba al lado de la principal embajada de Irán en Damasco. Frente al edificio había una placa que decía que el edificio pertenece a la «sección consular de la embajada de Irán». El ataque israelí destruyó todo el edificio. El embajador iraní sobrevivió, ya que se encontraba en el edificio adyacente a su residencia en el momento del ataque.
El general de brigada iraní Mohammad Reza Zahedi se alojaba en este edificio en el momento del ataque, junto con otros dos comandantes. El gobierno de Siria ha estado invitando a oficiales iraníes a servir como asesores militares desde 2011. La mayoría de las embajadas en todo el mundo albergan personal militar y de inteligencia. Los analistas opinaron que los oficiales iraníes probablemente se sentían protegidos por las normas internacionales que prohíben los ataques contra misiones diplomáticas. Las fuentes sugieren que los oficiales iraníes estaban discutiendo «logística operativa y coordinación», o pueden haber estado reuniéndose con miembros de la Yihad Islámica Palestina.

## Ataque
El 1 de abril de 2024, el edificio anexo del consulado adyacente a la embajada iraní en Damasco fue destruido por un ataque aéreo israelí. El embajador iraní, Hossein Akbari, afirmó que el edificio del consulado «fue atacado con seis misiles lanzados por aviones de combate israelíes Lockheed Martin F-35 Lightning II de fabricación estadounidense. El ministro de Defensa de Siria aseguró que Israel llevó a cabo el ataque desde los Altos del Golán. Los funcionarios israelíes afirmaron que el edificio era un objetivo militar legítimo como «un puesto de avanzada de la Guardia Revolucionaria» disfrazado de consulado civil.
El presunto objetivo principal del ataque era el comandante de la Fuerza Quds del IRGC, el general de brigada Mohammad Reza Zahedi. Además de Zahedi, las bajas incluyeron al general de brigada adjunto de Zahedi, Mohammad Hadi Haji Rahimi, y cinco funcionarios iraníes: Hossein Aman Elahi, Sayed Mehdi Jalalati, Ali Agha Babaei, Sayed Ali Salehi Roozbahani y Mohsen Sedaghat. Catorce personas murieron en total, incluidos siete soldados del CGRI, cinco milicianos, un combatiente de Hezbolá y un asesor iraní. En el edificio atacado se encuentran las habitaciones residenciales del Embajador, Hossein Akbari. Pero no resultó herido ya que en el momento del ataque se encontraba en el edificio principal. Según el Observatorio Sirio para los Derechos Humanos una mujer y su hijo que vivían en el cuarto piso del edificio murieron en el ataque.
The New York Times afirmó que una fuente anónima de la Guardia Revolucionaria dijo que el ataque tenía como objetivo una reunión entre funcionarios de inteligencia iraníes y militantes palestinos, incluidos líderes de la Yihad Islámica Palestina, que estaban discutiendo la situación en la guerra en Gaza.
El edificio de la embajada de Canadá, al otro lado del edificio consular, también resultó dañado en el ataque y al menos algunas de sus ventanas fueron destruidas. La embajada ha estado cerrada desde 2012 debido a la guerra civil siria, aunque todavía es propiedad del gobierno canadiense.

## Autoría
Al poco tiempo de producirse el ataque, la agencia oficial de noticias siria SANA inmediatamente atribuyó lo ocurrido a Israel al afirmar que «el ataque israelí tuvo como objetivo el edificio del consulado iraní en el barrio de Mazzeh de Damasco». El Observatorio Sirio de los Derechos Humanos (OSDH) también atribuyó el ataque a Israel «Misiles israelíes (...) destruyeron el edificio de un anexo de la embajada iraní (...) en Damasco».
El periódico británico The Guardian afirmó que aviones de combate israelíes fueron los responsables del ataque. El New York Times (NYT) declaró que cuatro funcionarios israelíes confirmaron de forma anónima la responsabilidad israelí del ataque. El presidente iraní Ebrahim Raisí también responsabilizó del ataque a Israel y afirmó que el «ataque israelí en Siria no quedará si respuesta». Estados Unidos también consideró que el autor del ataque fue Israel. La subsecretaria de prensa del Pentágono, Sabrina Singh, dijo que la evaluación de Estados Unidos era que Israel había llevado a cabo el ataque aéreo.
Israel no reconoció explícitamente la autoría del ataque, pero el portavoz de las Fuerzas de Defensa de Israel (FDI), el contraalmirante Daniel Hagari, dijo que «Según nuestra inteligencia, esto no es un consulado ni una embajada. Repito, esto no es un consulado ni una embajada. Este es un edificio militar de las fuerzas Quds disfrazado de edificio civil en Damasco».

## Consecuencias
El miércoles 3 de abril de 2024, tuvo lugar una reunión en el Consejo de Seguridad de la ONU para votar una resolución propuesta por Rusia de condena al ataque israelí contra el Consulado de Irán en Damasco. La resolución fue bloqueado por el voto en contra de Estados Unidos, Reino Unido y Francia. La misión permanente de Irán ante la ONU condenó el «doble rasero» de algunos países del Consejo que según afirmó «socava la credibilidad del Consejo de Seguridad y sienta un precedente peligroso». Por su parte, el representante adjunto de Rusia ante la ONU, Dimitri Polianski, lamentó que «Estados Unidos y Reino Unido se negaron siquiera a discutir el borrador del comunicado, alegando una falta de consenso durante la reunión», también afirmó que «esto sirve como una clara ilustración del doble rasero empleado por la "troika" occidental y su enfoque real, más que declarativo, de la legalidad y el orden en el contexto internacional».
El 4 de abril, el líder supremo de Irán, el ayatolá Alí Jamenei, publicó de madrugada un mensaje en hebreo advirtiendo de que Israel «se arrepentirá» del ataque contra el consulado. Tanto el líder supremo iraní como el presidente del país, Ebrahim Raisi, han advertido de que el ataque israelí supone una violación del Derecho Internacional y que «no quedará sin respuesta». Por su parte el primer ministro israelí, Netanyahu, aseguró ese mismo día que si Irán ataca Israel habrá represalias: «sabremos defendernos y actuaremos según el simple principio de que quien nos ataque o planee atacarnos, lo atacaremos (de vuelta)». Mientras que el portavoz del Ejército de Israel aseguró que se encontraban preparados para «todos los escenarios posibles».
Ante el temor a un fuerte ataque de represalia por parte de Irán, Israel suspendió los permisos del personal de sus unidades de combate y reforzó su mando de defensa aérea para hacer frente a un posible ataque con misiles o drones desde Irán. El ejército también está considerando la reapertura de refugios en Tel Aviv. Las FDI desplegaron sistemas de interferencia de GPS en zonas clave de Israel, incluidas Tel Aviv y Jerusalén, causando interrupciones en los servicios de navegación y afectando a las operaciones diarias. Además Israel ha evacuado veintiocho de sus embajadas, incluidas las situadas en Baréin, Egipto, Jordania, Marruecos y Turquía. Por su parte Estados Unidos anticipó una fuerte respuesta iraní contra activos estadounidenses o israelíes en la semana del 8 al 12 de abril, una vez que termine el Ramadán.
El 13 de abril por la noche Irán lanzó cientos de vehículos aéreos no tripulados y misiles balísticos desde su territorio hacia Israel. El ataque hizo sonar las sirenas de ataque aéreo en ciudades de todo el país, incluidas Tel Aviv y Jerusalén, y se escucharon explosiones cuando las defensas aéreas interceptaron los proyectiles. El portavoz de las FDI, Daniel Hagari, afirmó que el ataque consistió en más de 300 «drones asesinos, misiles balísticos y misiles de crucero», pero que la «vasta mayoría» fueron interceptados, con ayuda de fuerzas de Francia, el Reino Unido y Estados Unidos —Según Al-Arabiya, militares estadounidenses y británicos derribaron alrededor de 100 drones iraníes—. Las autoridades informaron que una niña en el sur de Israel resultó herida por metralla, mientras que el ejército dijo que «se identificó un pequeño número de impactos, incluso en una base [militar israelí] en el sur de Israel, donde se causaron daños menores a la infraestructura». Mientras que Irán aseguró que la mayoría de los objetivos fueron alcanzados y que la base aérea de Nevatim y la base de inteligencia en los Altos del Golán sufrieron daños importantes.
El 19 de abril de 2024, a las 5:23 horas, Israel lanzó un ataque con vehículos aéreos no tripulados contra Irán. Los ataques se dirigieron principalmente contra los alrededores de la ciudad de Isfahán, en el centro del país, donde hay una importante base militar y una instalación nuclear. Según las autoridades iraníes todos los «objetos sospechosos» fueron derribados y no causaron víctimas ni daños. La agencia de noticias Mehr recalcó que los sistemas de defensa aérea derribaron «minidrones» en la zona.

## Reacciones

### Irán

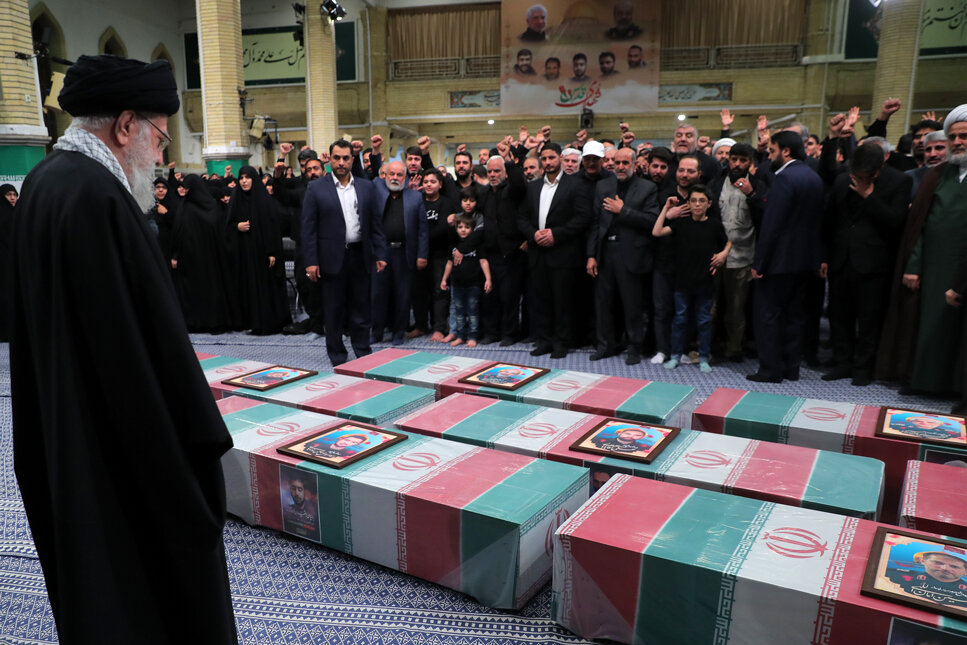
Ali Jamenei en el funeral de los miembros del IRGC muertos en el ataque aéreo israelí del 4 de abril

El líder supremo Alí Jamenei prometió una dura respuesta al ataque. Su asesor político, Ali Shamkhani, afirmó que Estados Unidos «sigue siendo directamente responsable, tuviera o no conocimiento de la intención de llevar a cabo este ataque». Irán también envió una carta al Consejo de Seguridad de la ONU diciendo que «se reserva su derecho legítimo e inherente a responder con decisión». En varias ciudades de Irán, incluida la capital, Teherán, así como en Tabriz e Isfahán, se reunieron grandes multitudes de manifestantes ondeando banderas palestinas e iraníes y exigiendo venganza.
El ministro de Asuntos Exteriores de Irán, Hossein Amir Abdollahian, dijo que este bombardeo es consecuencia del «miserable fracaso» de Israel en la guerra contra el pueblo palestino de la Franja de Gaza y reiteró que el Estado judío «no podrá influir en las relaciones entre Irán y Siria».  Así mismo, afirmó que ha enviado a Estados Unidos, a través de la embajadora de Suiza en Teherán, que representa los intereses estadounidenses en Irán, un mensaje en el que le responsabiliza, como aliado principal de Israel, del ataque que destruyó el consulado iraní en Damasco «en esta convocatoria se explicaron las dimensiones del ataque terrorista y el crimen del régimen israelí, y se enfatizó la responsabilidad del gobierno estadounidense». El embajador de Irán en Siria, Hossein Akbari, afirmó que la respuesta de Irán al ataque sería «de la misma magnitud y dureza».
El sábado 6 de abril, el jefe del Estado Mayor del Ejército de Irán, Mohammad Bagheri, afirmó que la respuesta de su país al ataque «se llevará a cabo en el momento adecuado, con la precisión y la planificación necesarias, y con el máximo daño al enemigo para que se arrepienta de su acción».

### Israel
El portavoz de las FDI, Daniel Hagari, dijo a los periodistas que «según nuestra inteligencia, esto no es ni un consulado ni una embajada». Añadió además que el objetivo atacado era un «edificio militar de la fuerza Quds disfrazado de estructura civil en Damasco». El ministro de Defensa, Yoav Gallant, dijo que «Israel está trabajando para dejar claro a todos los que actúan contra nosotros, en todo el Medio Oriente, que el precio por actuar contra Israel será un precio alto».

### Siria
El ministro de Asuntos Exteriores de la Siria baazista Faisal Mekdad condenó el ataque aéreo, calificándolo de «ataque terrorista» que había matado a inocentes.  También, transmitió el apoyo de su país a Irán tras el ataque en una llamada a su homólogo iraní.

### Internacionales

Países que condenaron el ataque israelí contra el consulado
Países que condenaron a Irán y Siria por la escalada.
Países que pidieron más investigación.

- Arabia Saudita - El Ministerio de Asuntos Exteriores afirmó que «el Reino rechaza categóricamente atacar instalaciones diplomáticas por cualquier justificación y bajo cualquier pretexto».[62]

- China - Condenó el ataque y el portavoz del Ministerio de Asuntos Exteriores, Wang Wenbin, dijo: «La seguridad de las instituciones diplomáticas no puede ser violada y la soberanía, la independencia y la integridad territorial de Siria deben respetarse».[63]

- Catar - Condenó enérgicamente el ataque y expresó sus condolencias a las víctimas del ataque.[64]

- Cuba: El Ministro de Relaciones Exteriores de Cuba, Bruno Rodríguez Parrilla, condenó enérgicamente el ataque de Israel contra las instalaciones diplomáticas de Irán en Siria por medio de su cuenta de X [65]

- Emiratos Árabes Unidos - Condenó los ataques contra la misión diplomática iraní.[66]

- Kuwait - El Ministerio de Asuntos Exteriores condenó el ataque, calificándolo de violación del derecho internacional.[67]

- Líbano - El Ministerio de Asuntos Exteriores condenó el ataque y afirmó que se trataba de una «violación del derecho internacional y una grave violación de los acuerdos de Viena sobre relaciones diplomáticas y consulares».[68]

- Omán - El Ministerio de Asuntos Exteriores calificó los ataques como una violación de la soberanía siria, el derecho internacional y las inmunidades diplomáticas y consulares.[69]

- Pakistán - Condenó el ataque y afirmó que «el ataque es una violación inaceptable de la soberanía de Siria y socava su estabilidad y seguridad».[70]

- Rusia - Condenó enérgicamente el ataque, y en un comunicado emitido por el Ministerio de Asuntos Exteriores lo calificó de inaceptable. También pidió una reunión del Consejo de Seguridad de la ONU para discutir el ataque.[71]

- Sudáfrica: En un comunicado de prensa, el gobierno sudafricano transmitió sus condolencias a las víctimas del ataque. Calificó lo ocurrido como «una violación flagrante del derecho internacional», así como de la soberanía y la integridad territorial de Siria.[72]

- Turquía: El Ministerio de Asuntos Exteriores condenó el bombardeo israelí en una declaración, al tiempo que expresó su preocupación por la escalada regional del conflicto e instó a todas las partes a respetar el derecho internacional.[73]

- Estados Unidos - Anunció que no tuvo ninguna participación ni conocimiento previo sobre el ataque de Israel y que «no apoya ataques a sedes diplomáticas». Añadió que el Departamento de Defensa ha usado canales confidenciales para transmitir a Teherán que no tiene nada que ver con el ataque.[74]

- Venezuela : El Gobierno de Venezuela condenó de manera «contundente» el ataque que  destruyó el Consulado de Irán en Siria, con un saldo de al menos siete muertos, y del que los iraníes culpan a Israel mediante la cuenta de X del ministro de Relaciones Exteriores de Venezuela Yván Gil.[75]

- Vietnam: Condenó el ataque, el portavoz del Ministerio de Asuntos Exteriores, Pham Thu Hang, citando la Convención de Viena sobre Relaciones Diplomáticas de 1961 sobre la protección y el respeto de los representantes e instalaciones diplomáticas. El ministerio no mencionó directamente a Israel en su comunicado, pero llamó a «las partes interesadas» a abstenerse de la violencia y «resolver las diferencias por medios pacíficos».[76]

### Organizaciones supranacionales
- Unión Europea: expresó su condena por el ataque considerado «imperativo» que haya «la máxima contención», especialmente debido a que la situación en toda la región es ya «muy tensa».[77] El Alto Representante de la Unión Europea para Política Exterior, Josep Borrell, transmitió al ministro de Exteriores de Irán, Hosein Amirabdolahian, su condena por el ataque israelí contra el Consulado iraní en Damasco que resultó en numerosas bajas, así mismo pidió respetar «la inviolabilidad de los edificios y del personal diplomático» y «evitar una nueva escalada».[78]

- Liga Árabe: la liga condenó el ataque, diciendo que violaba la soberanía siria.[79]

- Organización para la Cooperación Islámica: el secretario general Hissein Brahim Taha, condenó enérgicamente la agresión y expresó su solidaridad con el pueblo y el gobierno de Irán.[80]

- Organización de las Naciones Unidas: Stéphane Dujarric, un portavoz del Secretario General, dijo que «los ataques desde el exterior a cualquier país son una violación de la soberanía. Hemos condenado estos ataques y continuaremos haciéndolo».[81]

- Consejo de Cooperación para los Estados Árabes del Golfo: su secretario general, Jasem Mohamed Al-Budaiwi, denunció el ataque. Reiteró la importancia de adherirse a las leyes, tratados e inmunidades diplomáticas internacionales.[62]